# Bermudas nos Jogos Olímpicos de Verão de 1952
Bermudas participou dos Jogos Olímpicos de Verão de 1952 em Helsinque, Finlândia.

## Resultados por Evento

### Saltos Ornamentais
Trampolim de 3 metros masculino
- Francis Gosling
  - Fase Preliminar — 59.57 points (→ 25º lugar)

- Charles Johnson
  - Fase Preliminar — 58.70 points (→ 28º lugar)